# Morvi (ciutat)
Morvi o Morbi és una ciutat i municipalitat del districte de Morvi a l'estat de Gujarat a la riba del Macchu a uns 35 km de la costa i 60 km de Rajkot. La seva població al cens del 2001 era de 145.719 habitants. Altres dades sobre població són:
- 1872: 12.872
- 1881: 15.353
- 1901: 17.820
- 1981: 73.327

La vella Morvi hauria estat fundada per Mor Jethwa, y és la part a l'est del riu a 1 km de la ciutat moderna. Fou anomenada Mordhvajpuri i més tard Bhimor. La ciutat moderna derivaria el seu nom del turó de Morbo on Sanghji Jethwa va derrotar a Vaghela Rana, i va fundar la ciutat per commemorar la victòria, a l'altre costat del riu oposat a Mordhvajpuri. Quan aquesta es va despoblar en les guerres del final del segle XV i començaments del segle XVI, molts dels seus habitants es van traslladar a la nova ciutat per posar el riu entre els invasors i ells. Sir Lakhdhirji Waghji Bahadur, que va regnar del 1922 al 1948 va ser l'autèntic planificador de la ciutat moderna.
Els edificis principals són:
- Palau de Darbargadh (darrera residència reial)
- Temple de Mani Mandir
- Wellingdon Secretariat
- Pont penjat anomenat "Suspension Bridge"
- Palau Art Deco d'influència europea
- Lukhdhirji Engineering College amb el palau Nazarbag (antiga residència dels sobirans)